# Emmesomyia tumida
Emmesomyia tumida är en tvåvingeart som beskrevs av Ackland 1995. Emmesomyia tumida ingår i släktet Emmesomyia och familjen blomsterflugor. Inga underarter finns listade i Catalogue of Life.